# Waterloo (Indiana)
Waterloo és una població dels Estats Units a l'estat d'Indiana. Segons el cens del 2000 tenia 2.200 habitants.

## Demografia
Segons el cens del 2000, Waterloo tenia 2.200 habitants, 832 habitatges, i 584 famílies. La densitat de població era de 566,3 habitants/km².
Dels 832 habitatges en un 39,1% hi vivien nens de menys de 18 anys, en un 52,3% hi vivien parelles casades, en un 11,8% dones solteres, i en un 29,7% no eren unitats familiars. En el 23,8% dels habitatges hi vivien persones soles el 8,4% de les quals corresponia a persones de 65 anys o més que vivien soles. El nombre mitjà de persones vivint en cada habitatge era de 2,64 i el nombre mitjà de persones que vivien en cada família era de 3,1.
Per edats la població es repartia de la següent manera: un 30,4% tenia menys de 18 anys, un 9,5% entre 18 i 24, un 33% entre 25 i 44, un 18,8% de 45 a 60 i un 8,4% 65 anys o més.
L'edat mediana era de 31 anys. Per cada 100 dones de 18 o més anys hi havia 100,8 homes.
La renda mediana per habitatge era de 39.831 $ i la renda mediana per família de 45.625 $. Els homes tenien una renda mediana de 35.035 $ mentre que les dones 24.635 $. La renda per capita de la població era de 16.248 $. Entorn del 7,9% de les famílies i el 12,4% de la població estaven per davall del llindar de pobresa.

## Poblacions més properes
El següent diagrama mostra les poblacions més properes.